# Teodor Marian
Teodor Marian (1904 — data de morte desconhecida) foi um jogador de rugby union romeno, medalhista olímpico.

## Carreira
Ele integrou a equipe da Seleção da Romênia que conquistou a medalha de bronze nos Jogos Olímpicos de Verão de 1924 em Paris. Ele jogou as duas partidas da competição, nas quais os romenos foram derrotados pela França por 61–3 no Stade de Colombes em 4 de maio, e duas semanas depois pelos Estados Unidos por 37–0.